# Johann Jacob Zimmermann

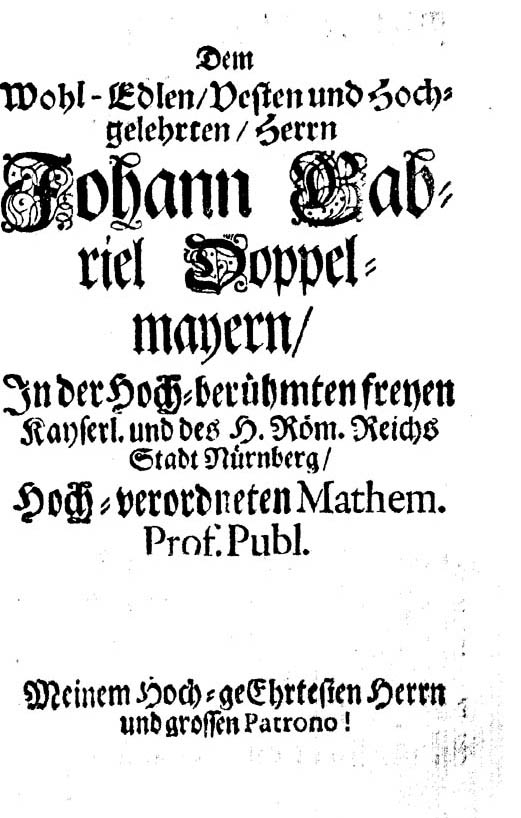
Scriptura S. Copernizans

Johann Jacob Zimmermann (Vaihingen, Reino de Württemberg, 1644 — 1693) foi um teólogo naoconformista, milenarista, matemático e astrônomo alemão.

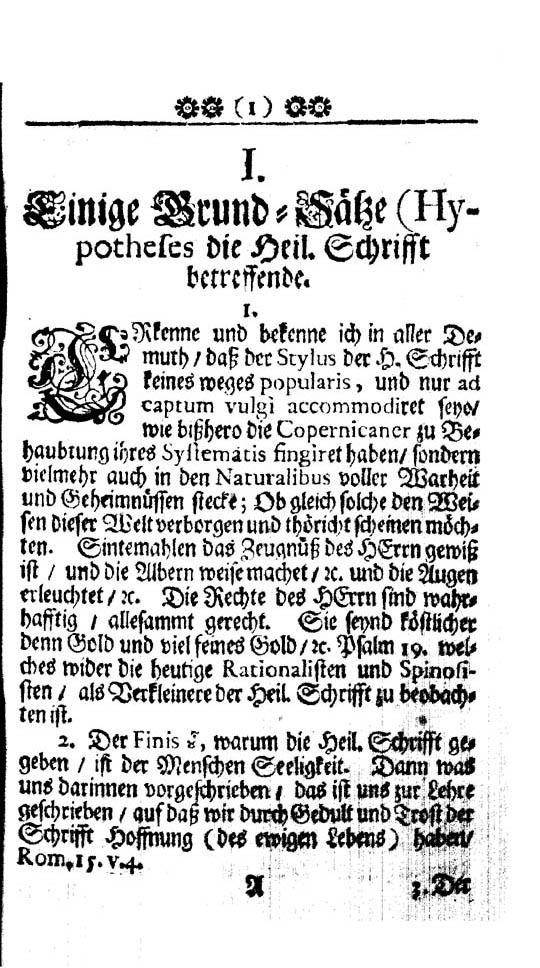
Scriptura S. Copernizans, incipit.

## Obras
- Auf alle und jede Hypotheses applicable Fundamental-Aufgaben von den Sonn- und Mond-Finsternisssen.  Hamburg 1691
- Coniglobium...Eine vortheilhafftige und nach dem...Hevelianischen Gestirn-Register eingerichtete...Himmelskugel.  Hamburg 1704
- Muthmassliche Zeit-Bestimmung...Göttlicher Gerichten über das Europeische Babel.  o.O. 1684
- Scriptura S. Copernizans...Astronomischer Beweissthum des Copernicanischen Welt-Gebäudes.  Hamburg 1690
- Collection: Aktuelles Verzeichnis der Werke Zimmermanns im VD17